# Благовещенская ТЭЦ
Благовещенская ТЭЦ — тепловая электростанция в  Благовещенске. Крупнейшая тепловая электростанция Амурской области, основной источник электро- и теплоснабжения Благовещенска. Входит в состав АО «Дальневосточная генерирующая компания» (входит в группу РусГидро), филиал «Амурская генерация».

## Конструкция станции
Благовещенская ТЭЦ представляет собой тепловую паротурбинную электростанцию с комбинированной выработкой электроэнергии и тепла. Установленная мощность электростанции — 404 МВт, тепловая мощность — 1005,6 Гкал/час. Тепловая схема станции выполнена с поперечными связями по основным потокам пара и воды. Проектное топливо — бурый уголь Райчихинского месторождения, фактически используются бурые угли Ерковецкого и Переясловского месторождений, для выгрузки угля на станции установлено два вагоноопрокидывателя. Основное оборудование станции включает в себя:
- Турбоагрегат № 1 мощностью 60 МВт, в составе турбины ПТ-60-130/13-1,2 с генератором ТВФ-63-2УЗ, введён в 1982 году;
- Турбоагрегат № 2 мощностью 110 МВт, в составе турбины Т-110/120-130-4 с генератором ТВФ-120-2УЗ, введён в 1983 году;
- Турбоагрегат № 3 мощностью 110 МВт, в составе турбины Т-110/120-130-4 с генератором ТВФ-120-2УЗ, введён в 1985 году;
- Турбоагрегат № 4 мощностью 124 МВт, в составе турбины Т-120-140-12,8-2 с генератором ТЗФП-130-2У3, введён в 2015 году.

Пар для турбин вырабатывают четыре котлоагрегата БКЗ-420-140-7 и один котлоагрегат Е-420-13,8-560 БТ. Также имеются два водогрейных котла КВГМ-100. Дымовые газы отводятся через две трубы. Система технического водоснабжения оборотная, с использованием четырёх башенных градирен: три градирни БГ-1600 c площадью орошения 1600 м², и одна градирня БГ-2300 с площадью орошения 2300 м². Для обеспечения станции добавочной (технической) водой на берегу р. Зея смонтирована береговая насосная станция. Выдача электроэнергии в энергосистему производится с открытого распределительного устройства (ОРУ) напряжением 110 кВ по следующим линиям электропередачи:
- ВЛ 110 кВ Благовещенская ТЭЦ — Благовещенская № 1 с отпайками;
- ВЛ 110 кВ Благовещенская ТЭЦ — Благовещенская № 2 с отпайкой на ПС Чигири;
- ВЛ 110 кВ Благовещенская ТЭЦ — Западная № 1;
- ВЛ 110 кВ Благовещенская ТЭЦ — Западная № 2;
- ВЛ 110 кВ Благовещенская ТЭЦ — Центральная № 1 с отпайками на ПС Новую и ПС Сетевую;
- ВЛ 110 кВ Благовещенская ТЭЦ — Центральная № 2 с отпайками на ПС Новую и ПС Сетевую.

## История строительства и эксплуатации
К началу шестидесятых годов XX века в Благовещенске источниками теплоэнергии для предприятий были Благовещенская городская электростанция и 40 промышленных котельных, а для жилищно-коммунального сектора — 198 котельных. В сентябре 1966 года Министерство энергетики и электрификации СССР утвердило схему развития теплоснабжения Благовещенска. Она предусматривала сооружение ТЭЦ мощностью 210 МВт (позже было принято решение об увеличении проектной мощности Благовещенской ТЭЦ с 210 до 260 МВт). Проектное задание по Благовещенской ТЭЦ было утверждено Министерством энергетики и электрификации СССР 16 июля 1969 г. 31 декабря 1976 года Благовещенская ТЭЦ была зачислена в перечень действующих станций, начав вырабатывать тепло. Первый турбоагрегат был введён в 1982 году, официально строительство первой очереди Благовещенской ТЭЦ закончилось в декабре 1985 года; установленная мощность достигла проектной мощности и составила 280 МВт электрической и 689 Гкал/час тепловой мощности. В 1988 году была начата реализация проекта второй очереди, в декабре 1994 года был сдан в эксплуатацию котлоагрегат № 4, в декабре 1999 года сдана в эксплуатацию градирня № 3, после чего тепловая мощность достигла 817 Гкал/ч, а строительство остальных объектов второй очереди прекращено.
В связи с началом строительства в Благовещенске Северного микрорайона в 2009 году было принято решение о возобновлении сооружения второй очереди Благовещенской ТЭЦ. К этому времени непокрываемый дефицит тепла составлял около 110 Гкал/час, что серьезно тормозило возведение новых жилых и социальных объектов. Проект второй очереди был актуализирован с учётом современных требований. Указом Президента Российской Федерации от 22 ноября 2012 года "О дальнейшем развитии открытого акционерного общества «Федеральная гидрогенерирующая компания — РусГидро» было предусмотрено возведение 4 тепловых электростанций в регионах Дальнего Востока, в том числе — второй очереди Благовещенской ТЭЦ. 19 июня 2013 года было учреждено дочернее общество ПАО «РусГидро» ЗАО «Благовещенская ТЭЦ», выступавшее заказчиком-застройщиком проекта. В декабре 2013 года между ОАО «Силовые машины» и ЗАО «Благовещенская ТЭЦ» был подписан договор на оказание услуг генерального подряда по строительству 2-й очереди Благовещенской ТЭЦ. Проект предусматривал строительство одной паротурбинной установки электрической мощностью 124 МВт и тепловой мощностью 188 Гкал/час с комплексом сопутствующего оборудования. В строительстве была задействована 21 подрядная организация. В пиковые дни численность строителей доходила до 1300 человек, эксплуатационный персонал Благовещенской ТЭЦ был увеличен на 26 человек. Общая стоимость проекта составила 7,9 млрд рублей. В декабре 2015 года вторая очередь Благовещенской ТЭЦ начала производство электроэнергии. В 2016 году было завершено строительство градирни; 20 декабря 2016 года строительство второй очереди Благовещенской ТЭЦ было официально завершено. Электрическая мощность станции увеличилась с 280 до 404 МВт, тепловая — с 817 до 1 005 Гкал/час. Для снижения воздействия на окружающую среду на станции применены самые современные технологии. 98,6 % твердых частиц золы, образующихся в процессе сгорания угля, улавливается электрофильтрами. В результате экологическая обстановка в районе после ввода второй очереди ТЭЦ не изменилась.